# Heinz Ohme
Heinz Ohme (* 12. Juni 1950 in Zehdenick) ist ein deutscher evangelischer Theologe mit dem Schwerpunkt Kirchengeschichte.

## Leben
Heinz Ohme studierte Evangelische Theologie in Berlin und Tübingen. Von 1975 bis 1977 war er als ökumenischer Stipendiat der Kirche von Griechenland in Thessaloniki. 1979 wurde er zum Pfarrer der Evangelisch-Lutherischen Kirche in Bayern ordiniert. Als Referent für die Beziehungen zu orthodoxen Kirchen war er von 1979 bis 1983 im Kirchlichen Außenamt der EKD in Frankfurt/Main tätig. Im Anschluss daran war er neben dem Gemeindepfarramt von 1983 bis 1990 mit der Leitung und dem Aufbau des Studienkollegs für orthodoxe Stipendiaten der EKD in Erlangen betraut.
Die Promotion zum Dr. theol. erfolgte 1989. Im Anschluss an die Promotion war Ohme von 1990 bis 1996 wissenschaftlicher Assistent am Lehrstuhl für Geschichte und Theologie des christlichen Ostens bei Karl Christian Felmy an der Theologischen Fakultät Erlangen. 1995 habilitierte sich Ohme ebendort für das Fach Kirchengeschichte.
Von 1996 bis 2015 war Ohme Universitätsprofessor auf den Lehrstuhl für Kirchen- und Konfessionskunde/Ostkirchenkunde der Theologischen Fakultät der Humboldt-Universität zu Berlin, deren Dekan er von 2003 bis 2005 war. Ab 2000 baute er eine Partnerschaft mit der Orthodoxen Geisteswissenschaftlichen St. Tichon-Universität/Moskau auf. Schwerpunkte seiner Forschung sind die Konziliengeschichte, hier insbesondere das Concilium Quinisextum (691/692) und das 6. Ökumenische Konzil von Konstantinopel (680/681), sowie Theologie und Christologie in der Krise des 7. Jahrhunderts.
Von 1992 bis 2011 war Ohme Mitglied im Ausschuss der EKD für den Bilateralen Theologischen Dialog mit der Rumänisch-Orthodoxen Kirche. Von 2010 bis 2014 war Ohme 1. Vorsitzender der Gesellschaft zum Studium des christlichen Ostens (GSCO).

## Wichtige Veröffentlichungen
- Das Concilium Quinisextum und seine Bischofsliste (= Arbeiten zur Kirchengeschichte 56). de Gruyter, Berlin-New York 1990.
- Kanon ekklesiastikos. Die Bedeutung des altkirchlichen Kanonbegriffes (= Arbeiten zur Kirchengeschichte 67). de Gruyter, Berlin/New York 1998.
- Concilium Quinisextum. Das Konzil Quinisextum. Griechisch-Deutsch. Übersetzung und Einleitung (= Fontes Christiani 82). Brepols, Turnhout 2006.
- Concilium Constantinopolitanum a. 691/2 in Trullo habitum (Concilium Quinisextum) (= Acta Conciliorum Oecumenicorum ser. II 2,4). de Gruyter, Berlin/New York 2013.
- Kirche in der Krise. Zum Streit um die Christologie im 7. Jahrhundert (= Arbeiten zur Kirchengeschichte 146), de Gruyter, Berlin/Boston 2022.
- Heinz Ohme/Jennifer Wasmuth (Hrsg.): Russisches-Deutsches Theologisches Wörterbuch, de Gruyter, Berlin/Boston 2024.
- Das 6. Ökumenische Konzil von Konstantinopel (680/681), de Gruyter, Berlin/Boston 2025.